# Cleptomania
Cleptomania és un trastorn psicològic que porta al robatori compulsiu.
Una persona amb aquest trastorn se sent obligada a robar coses, com bolígrafs, adorns o decoracions de paret. Sovint no és conscient de realitzar el furt fins que ha passat aproximadament una hora.

## Etimologia
L'etimologia o origen del nom d'aquest trastorn psíquic prové de la paraula grega κλεπτομανία composta pels termes : κλέπτειν -prendre- i μανία -obsessió-, la paraula composta llavors s'entén com: "obsessió de prendre o de furtar".
Quan aquesta obsessió provoca excitació sexual, s'utilitza el terme 'sexòpata amb necessitat de robar', o també cleptofília.

## Semiologia
El subjecte que té cleptomania no pot evitar l'impuls d'obtenir objectes, independentment del valor econòmic del que obté; Sofreix d'un deteriorament laboral, familiar i personal. És un trastorn del control d'impulsos i s'ha classificat com una addicció psicològica. La conducta és precedida per una ansietat creixent que s'alleuja immediatament després de tenir l'objecte desitjat.
El cleptòman, a diferència del lladre, roba per necessitat de satisfer un trastorn mental, mentre que l'últim roba, per diversió, o necessitat de satisfer un benestar material, econòmic o social arribant fins i tot al professionalisme.
Un lladre pot passar hores, dies i fins i tot anys planejant un gran cop, mentre el cleptòman obeeix generalment a un impuls relatiu depenent del lloc i temps en què es trobi.
En l'actualitat és molt comú confondre un cleptòman amb un lladre, ja que ambdós roben. Ja sigui de manera professional o amateur. No obstant això, els lladres, pel temps invertit a planificar un robatori, té més probabilitats d'escapament.

## Símptomes
Els símptomes de la cleptomania poden incloure:
- Potent impuls de robar objectes que no són necessaris
- Sensació de tensió creixent que condueix al robatori
- Sentiment de plaer o gratificació durant el robatori
- Sensació de culpa o vergonya terrible després del robatori

## Causes
La causa de la cleptomania no es coneix. Hi ha diverses teories que suggereixen que els canvis en el cervell poden ser l'arrel de la cleptomania. La cleptomania pot estar relacionada amb problemes amb una substància química del cervell que ocorren naturalment (neurotransmissor) anomenada serotonina. La serotonina ajuda a regular els estats d'ànim i emocions. Els nivells baixos de serotonina són comuns en persones propenses a comportaments impulsius. La cleptomania pot donar-se en una persona amb problemes d'autoestima o manca d'estabilitat emocional, ja que de certa forma és una mania que busca passar i una necessitat a tenir una mica i al prendre-la convertir-se en un sentiment de vergonya o remordiment.
La cleptomania també pot estar relacionat amb trastorns addictius, i robar pot causar l'alliberament de dopamina (un altre neurotransmissor). La dopamina provoca sensacions plaents, i algunes persones busquen aquesta sensació gratificant cop i un altre.
Altres investigacions han trobat que la cleptomania pot ocórrer després que algú pateix una lesió al cap. Es necessita més investigació per entendre millor totes aquestes possibles causes de la cleptomania.